# Kollár Dániel
Kollár Dániel (1988. március 12. –) magyar labdarúgó. Pályafutását a Vasas másodcsapatban kezdte, az NB III-ban. 2008-ban igazolta le az FC Tatabánya.